# Stenoterommata crassistyla
Espèce
Stenoterommata crassistyla est une espèce d'araignées mygalomorphes de la famille des Pycnothelidae.

## Distribution
Cette espèce se rencontre en Argentine dans les provinces de Buenos Aires et d'Entre Ríos et en Uruguay,.

## Description
Le mâle holotype mesure 8,25 mm et la femelle paratype 10,50 mm.

## Publication originale
- Goloboff, 1995 : A revision of the South American spiders of the family Nemesiidae (Araneae, Mygalomorphae). Part 1: species from Peru, Chile, Argentina, and Uruguay. Bulletin of the American Museum of Natural History, no 224, p. 1-189 (texte intégral).